# 張泓 (前燕)
張 泓（ちょう おう、生没年不詳）は、五胡十六国時代の前燕の人物。

## 生涯
咸康3年（337年）9月、鮮卑慕容部の大人慕容皝は文武諸官の編成を行い、宋晃・平熙とともに将軍に任じられた。
これ以後の事績は、史書に記されていない。